# Mélykút
Mélykút este un oraș în districtul Jánoshalma, județul Bács-Kiskun, Ungaria, având o populație de 5.481 de locuitori (2011). 

## Demografie
Componența etnică a orașului Mélykút
     Maghiari (94,36%)
     Romi (4,33%)
     Necunoscut (0,12%)
     Alții (1,19%)
Componența confesională a orașului Mélykút
     Romano-catolici (67,29%)
     Fără religie (5,82%)
     Reformați (1,22%)
     Necunoscută (25,25%)
     Alte religii (1,13%)
Conform recensământului din 2011, orașul Mélykút avea 5.481 de locuitori. Din punct de vedere etnic, majoritatea locuitorilor (94,36%) erau maghiari, cu o minoritate de romi (4,33%). Apartenența etnică nu este cunoscută în cazul a 0,12% din locuitori.  Din punct de vedere confesional, majoritatea locuitorilor (67,29%) erau romano-catolici, existând și minorități de persoane fără religie (5,82%) și reformați (1,22%). Pentru 25,25% din locuitori nu este cunoscută apartenența confesională.